# Vlag van Alagoas

Vlag van Alagoas (ratio 7:10)

De vlag van Alagoas is een verticale driekleur in de kleuren rood, wit en blauw. In het midden staat het wapen van Alagoas. De vlag is op 23 september 1963 officieel aangenomen.
De kleuren van de vlag zijn afgeleid van de vlag van Frankrijk en symboliseren broederschap, gelijkheid en vrijheid. In het wapen staan in het midden afbeeldingen van de oudste twee steden van Alagoas: Port Calvo en Penedo. De andere elementen in het wapen symboliseren de vis-, katoen- en suikerteelt.

## Voormalige vlag

Vlag van de Provincie Alagoas.
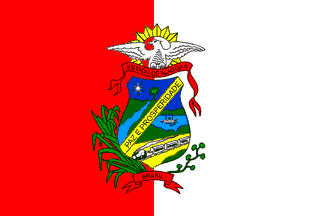
Oude vlag (1894 - 1963)